# (223633) Rosnyaîné
(223633) Rosnyaîné est un astéroïde de la ceinture principale.

## Description
(223633) Rosnyaîné est un astéroïde de la ceinture principale. Il fut découvert par Bernard Christophe le 17 mai 2004 à l'observatoire de Saint-Sulpice. Il présente une orbite caractérisée par un demi-grand axe de 2,61 UA, une excentricité de 0,394 et une inclinaison de 6,21° par rapport à l'écliptique.
Il fut nommé en hommage à J.-H. Rosny aîné, un des grands fondateurs de la science-fiction moderne.

## Compléments